# Moartea lui Edgar Allan Poe

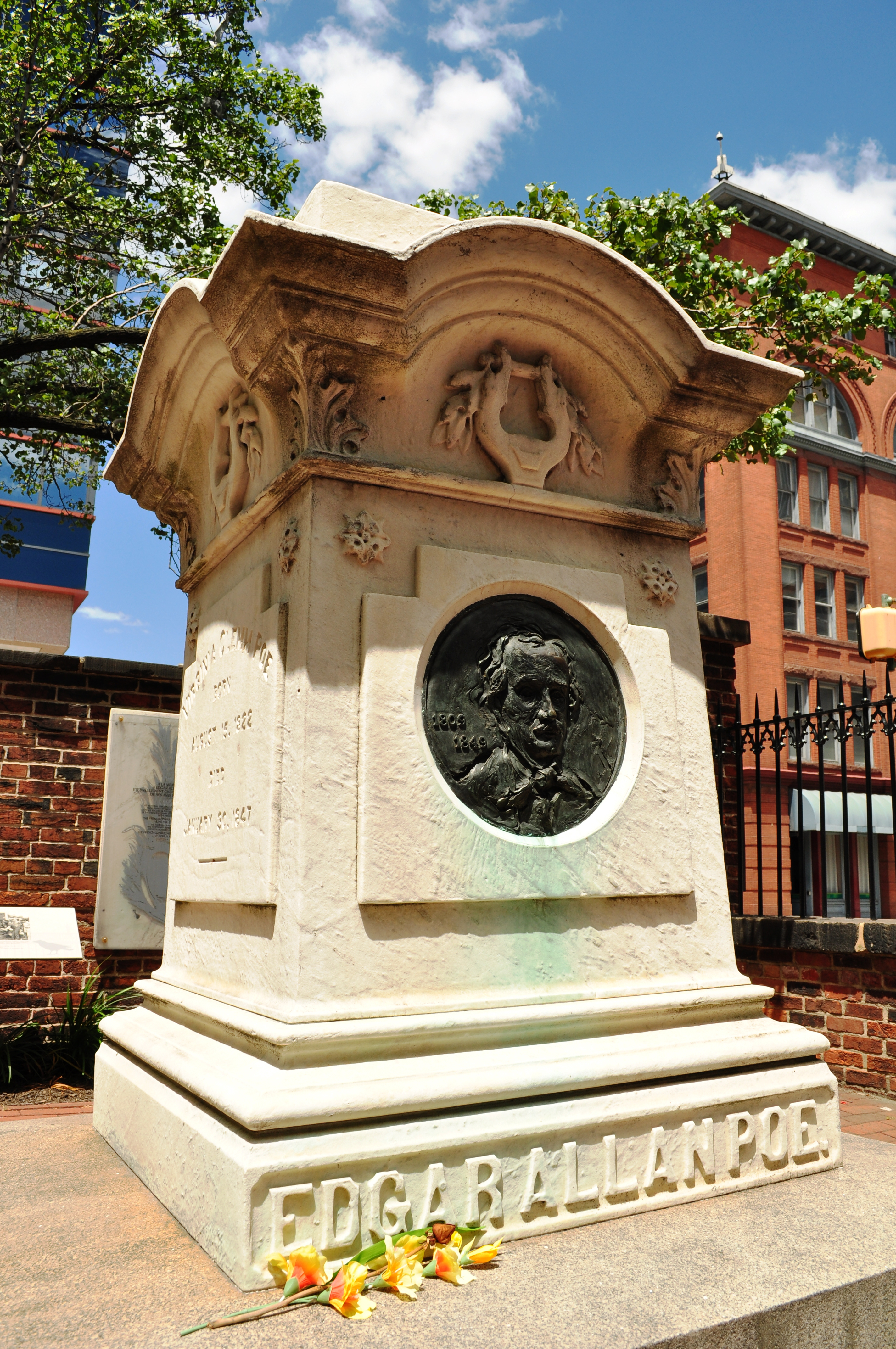
Trupul lui Poe se află sub acest monument din Baltimore. Moartea autorului este înconjurată de mister.

Moartea lui Edgar Allan Poe a avut la 7 octombrie 1849, cauza morții sale a rămas un mister până în prezent. Circumstanțele care au condus la această moarte sunt incerte, iar cauza morții este contestată. La 3 octombrie, autorul american a fost găsit delirând în Baltimore, Maryland, "într-o mare suferință și ... având nevoie de asistență imediată", potrivit declarațiilor bărbatului care l-a găsit, Joseph W. Walker. El a fost dus la spitalul Washington College, unde a murit duminică, 7 octombrie, la ora 5 dimineața. A murit la 40 de ani. Poe nu a fost niciodată capabil să explice cum de a ajuns în această stare.
O mare parte din informațiile existente despre ultimele zile din viața lui Poe provin de la medicul său asistent, Dr. John Joseph Moran, deși credibilitatea acestuia este discutabilă. Poe a fost înmormântat după o ceremonie funerară simplă în spatele bisericii/cimitirului Westminster Hall and Burying Ground, dar rămășițele sale au fost mutate într-un mormânt nou, cu un monument mai mare, în 1875. Monumentul mai nou marchează și locul de înmormântare al soției lui Poe, Virginia, și al soacrei sale, Maria. Teoriile referitoare la cauza morții lui Poe includ sinuciderea, omorul, holera, hipoglicemia, rabia, sifilisul, gripa și teoria că Poe ar fi fost victima bandelor de bătăuși electorali. Teoria influenței alcoolului este puternic contestată.
După moartea lui Poe, Rufus Wilmot Griswold i-a scris necrologul sub pseudonimul "Ludwig". Griswold, care a devenit executorul literar al averii lui Poe, a fost de fapt un rival al lui Poe și mai târziu i-a publicat prima sa biografie completă, înfățișându-l ca pe un nebun depravat, dependent de alcool și de droguri. O mare parte din dovezile acestei imagini negative a lui Poe ar fi a fost falsificată de Griswold și, cu toate că prietenii lui Poe au denunțat-o, această interpretare a avut un impact de durată. 

## Cronologie
La 27 septembrie 1849, Edgar Allan Poe a părăsit Richmond, Virginia, în drum spre casa sa din New York. Nu există dovezi fiabile despre locul unde s-a aflat Poe până o săptămână mai târziu, la 3 octombrie, când a fost găsit delirând în Baltimore la Ryan's Tavern (denumită uneori Gunner's Hall). Un tipograf pe nume Joseph W. Walker a trimis o scrisoare prin care a solicitat ajutor unui cunoscut al lui Poe, Dr. Joseph E. Snodgrass. Scrisoarea lui conținea următoarele:
 Stimate Domnule - Există un domn, destul de prost îmbrăcat, în districtul 4 al lui Ryan, care se numește Edgar A. Poe și care este în mare suferință și spune că vă cunoaște și vă asigur că are nevoie de asistență imediată. Al tău, cu grabă, Jos. W. Walker. 
Snodgrass a afirmat ulterior că scrisoarea afirma că Poe se afla "într-o stare de intoxicație bestială", dar acest lucru nu este adevărat, deoarece originalul spune doar „în suferință”.
Snodgrass descrie aspectul lui Poe drept „respingător”, cu părul neîngrijit, fața nespălată și ochii „goi și lipsiți de viață”. Îmbrăcămintea lui, a spus Snodgrass, care includea o cămașă murdară, dar fără vestă și pantofi murdari, era purtată și nu era mărimea sa. Dr. John Joseph Moran, care a fost medicul curant al lui Poe, prezintă propria relatare detaliată despre Poe în acea zi: „un palton vechi și pătat, pantaloni în stare similară, o pereche de pantofi purtați și o pălărie de paie veche". Poe nu a fost niciodată suficient de coerent pentru a explica cum a ajuns să fie în această condiție și se crede că hainele pe care le-a purtat nu erau ale sale  deoarece nu avea obiceiul de a purta haine ponosite. Cu toate acestea, într-o scrisoare scrisă tocmai la sfârșitul vieții sale, poetul pare să contrazică această ultimă afirmație: „Am fost invitat de mai multe ori să ies, dar rareori merg la acele întâlniri, pentru că îmi lipsește o haină potrivită”.
Moran l-a îngrijit pe Poe la spitalul Washington College de pe Broadway și strada Fayette. I s-a refuzat orice vizită și a fost închis într-o cameră cu gratii, într-o secțiune a clădirii rezervată persoanelor dependente de alool.
Se spune că Poe a cerut în mod repetat să vorbească cu „Reynolds” în noaptea dinaintea morții sale, deși nimeni nu a reușit să identifice persoana la care s-a referit. O posibilitate este Jeremiah N. Reynolds, un editor de ziar și un explorator care ar fi putut inspira romanul Aventurile lui Arthur Gordon Pym. O altă posibilitate este Henry R. Reynolds, unul dintre judecătorii care supraveghează alegerile din districtul 4 Ryan's Tavern, care posibil să se fi întâlnit cu Poe în ziua alegerilor. Poe ar fi solicitat în schimb un anume „Herring”, întrucât autorul avea un unchi în Baltimore, pe nume Henry Herring. În mărturiile ulterioare, Moran a evitat să facă referire la Reynolds, dar a menționat o vizită a unei „domnișoare Herring”. El a mai susținut că a încercat să-l înveselească pe Poe în unul din rarele cazuri în care Poe a fost treaz. Când Moran i-a spus pacientului său că în curând se va bucura de compania prietenilor săi, Poe a răspuns că „Cel mai bun lucru pe care un prieten l-ar putea face acum ar fi să mă împuște în cap cu un pistol”.
În starea sa de suferință, Poe a făcut referire la o soție a sa din Richmond. Poate că a delirat, crezând că soția sa, Virginia Eliza Clemm Poe, era încă în viață, sau ar fi putut face referire la Sarah Elmira Royster, pe care Poe a cerut-o recent de soție. Nu știa ce s-a întâmplat cu bagajele sale, care, după cum s-a dovedit, au fost lăsate în urmă la Taverna Swan din Richmon. Moran a relatat că ultimele cuvinte ale lui Poe au fost: „Doamne, ajută sufletul meu sărac” înainte de a muri la 7 octombrie 1849. 

### Credibilitatea lui Moran
Deoarece Poe nu a avut vizitatori, Moran a fost probabil singura persoană care l-a văzut pe autor în ultimele sale zile. Chiar și așa, credibilitatea sa a fost pusă la îndoială în mod repetat, pe lângă faptul că nu este considerată de încredere în întregime. De-a lungul anilor de după moartea lui Poe, relatarea lui Moran a variat pe măsură ce a scris și a ținut prelegeri pe această temă. El a susținut (în 1875 și din nou în 1885) că a contactat-o imediat pe mătușa și soacra lui Poe, Maria Clemm, pentru a o anunța imediat după moartea lui Poe; de fapt, el i-a scris abia după ce ea l-a întrebat la 9 noiembrie, la o lună după moartea lui Edgar. El a mai susținut că Poe a spus, destul de poetic, în timp ce se pregătea să-și tragă ultima suflare: „Cerurile arcuite mă înconjoară, iar Dumnezeu are decretul său scris lizibil pe frunțile fiecărei ființe umane create, iar demonii s-au întrupat cu scopul de a stârni valurile deznădejdii". Redactorul de la New York Herald, care a publicat această versiune a poveștii lui Moran, a recunoscut: „Nu ni-l putem imagina pe Poe, chiar și în delir, construindu-le [astfel de propoziții].” Biograful lui Poe, William Bittner, atribuie afirmația ca fiind opera lui Moran care ar fi creat ultimele cuvinte pioase pentru a-i consola pe jurnaliști.
Relatările lui Moran diferă și în privința datelor. În diferite puncte, el a susținut că Poe a fost dus la spital la 3 octombrie la ora 17:00, la 6 octombrie la 9 dimineața sau la 7 octombrie (ziua în care a murit) la „ora 10 după-amiază” . Pentru fiecare dintre declarațiile publicate, el a susținut că are evidența spitalului ca referință. O căutare a acestor înregistrări, efectuată un secol mai târziu, după un certificat oficial de deces, nu a reușit să găsească nimic. Unii critici susțin că inconsecvențele și erorile lui Moran s-ar fi datorat unei pierderi a memoriei, unei dorințe nevinovate de a romantiza sau chiar a senilității. Când a scris și a publicat ultima sa relatare în 1885, Moran avea 65 de ani.

## Cauza decesului

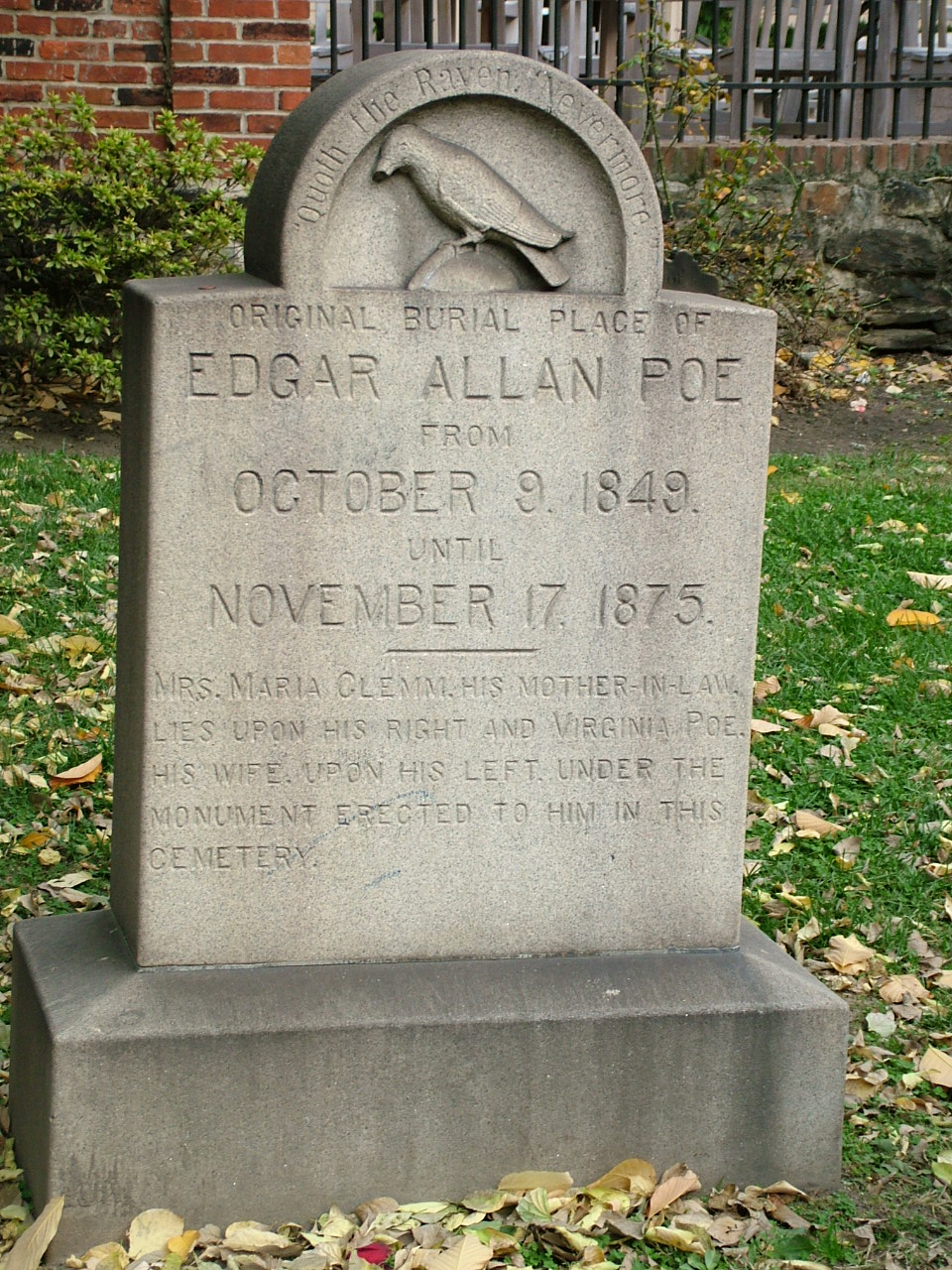
Poe a fost înmormântat inițial în spatele Cimitirului Westminster, fără o piatră la cap. Cea din imagine marchează astăzi locul original.

Astăzi, toate documentele medicale și documentele, inclusiv certificatul de deces al lui Poe, au fost pierdute, în caz că au existat vreodată. Cauza precisă a morții lui Poe este încă contestată, dar există mai multe teorii.
Mulți biografi au abordat această problemă și au ajuns la concluzii diferite, de la afirmația lui Jeffrey Meyers că a fost hipoglicemie, la teoria conspirativă a lui John Evangelist Walsh cu privire la un complot de ucidere a sa. S-a sugerat, de asemenea, că moartea lui Poe a fost rezultatul sinuciderii datorită depresiei. În 1848, aproape a murit în urma unei supradoze de laudanum, care era atunci disponibil ca sedativ și calmant. În ciuda faptului că nu știm sigur dacă a fost cu adevărat o tentativă de sinucidere sau doar o eroare a lui Poe, este clar că acest lucru nu a dus la moartea lui un an mai târziu. În 2020, o analiză psihologică a limbajului lui Poe a teoretizat că acesta suferea de un episod depresiv major aproape de sfârșitul vieții sale și că sinuciderea nu a putut fi evitată. Cu toate acestea, dovezile unei sinucideri nu au fost prezente în mod constant în scrierile profesionale ale lui Poe, determinând cercetătorii să concluzioneze că depresia ar fi putut juca un rol în moartea sa, dar sinuciderea ar părea puțin probabilă.
Snodgrass a fost convins că Poe a murit din cauza alcoolismului și a făcut foarte multe pentru popularizarea acestei idei. El a fost un susținător al mișcării de abstinență în privința alcoolului și moartea lui Poe a devenit un exemplu util în activitatea sa. Cu toate acestea, scrierile sale pe această temă nu s-au dovedit a fi de încredere. Moran l-a contrazis pe Snodgrass afirmând în declarația sa din 1885 că Poe nu a murit de nicio intoxicație și că „nu avea nici cel mai mic miros de alcool în respirația sa sau în general”. Cu toate acestea, unele ziare din acea vreme au scris că moartea lui Poe s-ar fi datorat unei „congestii a creierului” sau a unei „inflamații cerebrale”, eufemisme folosite pentru decese din cauze dezagreabile, cum ar fi alcoolismul. Într-un studiu despre Poe, un psiholog a sugerat că acesta suferea de dipsomanie, stare care duce la excese, adesea alcoolice, timp în care victima nu își amintește ce i s-a întâmplat.